# Piotr Tosiek
Piotr Antoni Tosiek – polski politolog i prawnik, doktor habilitowany nauk społecznych, adiunkt na Wydziale Nauk Politycznych i Studiów Międzynarodowych Uniwersytetu Warszawskiego (WNPiSM UW). Specjalista w zakresie europeistyki.

## Kariera naukowa
W 1999 r. ukończył studia magisterskie na kierunku politologia na Uniwersytecie Marii Curie-Skłodowskiej w Lublinie, zaś w 2002 r. na kierunku prawo na tej samej uczelni. 24 marca 2006 r. uzyskał na Wydziale Politologii UMCS stopień doktora nauk humanistycznych w zakresie nauk o polityce na podstawie pracy Decydowanie komitologiczne we Wspólnocie Europejskiej, której promotorem był Grzegorz Janusz. 10 marca 2017 r. uzyskał na tym samym wydziale stopień doktora habilitowanego nauk społecznych w dyscyplinie nauk o polityce na podstawie dorobku naukowego i rozprawy Administracja rządowa państwa członkowskiego w organach przygotowawczych Rady Unii Europejskiej. Perspektywa politologiczna.
W latach 2012–2015 był doradcą społecznym przewodniczącej sejmowej Komisji ds. Unii Europejskiej. Od 2019 r. jest wiceprezesem Zarządu Głównego Polskiego Towarzystwa Studiów Europejskich. Członek zespołu Katedry Prawa i Instytucji Unii Europejskiej WNPiSM UW.